# Bocana albipalpis
Bocana albipalpis là một loài bướm đêm trong họ Noctuidae.